# Astennu
Astennu właściwie Jamie Stinson – australijski muzyk i autor tekstów, głównie znany z gry w norweskim zespole blackmetalowym Dimmu Borgir.
Na początku swojej kariery Astennu grał w australijskim zespole blackmetalowym Lord Kaos. W 1995 roku zespół nagrał demo Path to My Funeral Light, a także pełny album zatytułowany Thorns of Impurity. Tuż przed ich wydaniem Astennu udał się do Norwegii, gdzie znalazł zainteresowanie albumem ze strony wytwórni Head Not Found. Ponieważ pozostali członkowie zespołu zadecydowali o pozostaniu w Australii, Thorns of Impurity został wydany przez rodzime Warhead Records w 1996 roku. Tymczasem, Astennu został w Norwegii, gdzie przerabiał część utworów nagranych dla Lord Kaos na potrzeby swojego solowego projektu, który nazwał Carpe Tenebrum.
Pierwszy album Carpe Tenebrum zatytułowany Majestic Nothingness został wydany w 1997 roku. Na płycie pojawił się wokal Nagasha, znanego z Dimmu Borgir i The Kovenant. W tym samym roku Astennu dołączył do Dimmu Borgir jako gitarzysta, co dało Shagrathowi możliwość skoncentrowania się na wokalu. Pierwszym wydawnictwem zespołu, na którym pojawił się Astennu był album kompilacyjny Godless Savage Garden wydany w 1998 roku. W tym samym czasie uczestniczył on w nagrywaniu Nexus Polaris – drugiej płyty Covenant (od 1998 The Kovenant). Muzyk nagrał również gitarowe partie solowe na Triumph of the Blasphemer, albumu wydanego przez zespół Nocturnal Breed, w którym występował Silenoz – drugi gitarzysta Dimmu Borgir.
Druga płyta Carpe Tenebrum zatytułowana Mirrored Hate Painting pojawiła się w 1999 roku, ponownie w jej tworzeniu brał udział Nagash. W tym samym roku wydano drugą płytę Dimmu Borgir Spiritual Black Dimensions. Podczas trasy promującej album Astennu został wyrzucony z Dimmu Borgir i powrócił do Australii pod koniec 1999 roku.
Po powrocie do Australii Astennu pracował jako inżynier dźwięku i producent dla różnych zespołów na scenie heavymetalowej w Sydney. W 2002 roku nagrał on trzecią płytę Carpe Tenebrum o tytule Dreaded Chaotic Reign, gdzie prócz wszystkich instrumentów nagrał również partie wokalne. W maju 2003 roku dołączył do grupy Infernal Method, dla której od kilku miesięcy pracował jako członek obsługi technicznej. Na początku 2004 roku dołączył do zespołu hardcorowego Stronger Than Hate, jednak po niecałym roku zarówno ten zespół, jak i Infernal Method zostały rozwiązane. Od tamtego czasu Astennu nie występuje na żywo z żadnym zespołem, jednak wciąż pracuje jako inżynier dźwięku.

## Dyskografia
Lord Kaos
- Thorns of Impurity (Warhead Records, 1996)

Dimmu Borgir
- Godless Savage Garden (Nuclear Blast, 1998)
- Spiritual Black Dimensions (Nuclear Blast, 1999)

The Kovenant
- Nexus Polaris (Nuclear Blast, 1998)

Nocturnal Breed (gościnnie)
- Aggressor (Hammerheart Records, 1997)
- Triumph of the Blasphemer (Hammerheart Records, 1998)

Carpe Tenebrum
- Majestic Nothingness (Head Not Found, 1997)
- Mirrored Hate Painting (Hammerheart Records, 1999)
- Dreaded Chaotic Reign (Hammerheart Records, 2002)